# فان ژیکیانگ
فان ژیکیانگ (چینی ساده: 范志强; چینی سنتی: 范志強; پین‌یین: Fàn Zhìqiáng؛ متولد 22 اوت 1988) یک فوتبالیست اهل چین است.

## افتخارات
- جام حذفی چین: 2011[۱]